# زين إموري
رودني زين إموري (بالإنجليزية: Rodney Zayne Emory)‏، من مواليد 3 يونيو 1998 في ميكمينفيل، أوريغن، هو ممثل أمريكي. اشتهر بدوره باسم جي سي سبينك في المسلسل التلفزيوني غولدبرغ (2015–2022).

## روابط خارجية
- زين إموري على موقع IMDb (الإنجليزية)
- زين إموري على موقع روتن توميتوز (الإنجليزية)
- زين إموري على موقع ألو سيني (الفرنسية)
- زين إموري على موقع أول موفي (الإنجليزية)
- زين إموري على موقع قاعدة بيانات الفيلم (الإنجليزية)